# Christine Bonfanti-Dossat
Pour les articles homonymes, voir Bonfanti et Dossat.
Christine Bonfanti-Dossat, née le 25 mai 1956, est une femme politique française, sénatrice de Lot-et-Garonne depuis 2017.

## Biographie
En 2012, elle est candidate lors des législatives dans la 1re circonscription de Lot-et-Garonne,.
En mars 2015, elle est élue conseillère départementale du canton du Sud-Est agenais en tandem avec Rémi Constans. 
En 2016, elle est nommée secrétaire départementale des Républicains de Lot-et-Garonne,
Le 24 septembre 2017, elle est élue sénatrice de Lot-et-Garonne,,. Son suppléant est Gaëtan Malange, diplômé de Sciences Po Aix et maire depuis 2014 de Saint-Barthélemy-d'Agenais.
Elle est conseillère régionale d'Aquitaine. Elle est présidente de la communauté de communes des Deux Séounes puis 12e vice-présidente de l'agglomération d'Agen chargée de la politique de santé et de l'accessibilité.
Elle soutient Nicolas Sarkozy à la primaire de la droite et du centre de 2016. Elle parraine Laurent Wauquiez pour le congrès des Républicains de 2017,.